# Dahiru Usman Bauchi
Dahiru Usman Bauchi (n. 29 iunie 1927) este un teolog musulman și maestru sufi din Nigeria. Totodată, acesta este unul dintre liderii de seamă ai confreriei sufiste Tijaniyyah și membru al Consiliului Suprem pentru Afaceri Islamice din Nigeria (The Nigerian Supreme Council for Islamic Affairs- NSCIA).

## Biografie
Dahiru Usman s-a născut în anul 1927 în regiunea Gombe din nordul Nigeriei. Părinții săi erau originari din orașul Bauchi. Tatăl său, Alhaji Usman, era teolog musulman și făcea parte din confreria Tijaniyyah. Sub îndrumarea acestuia, tânărul Dahiru Usman a învățat pe de rost tot Coranul și apoi a fost inițiat în confreria Tijaniyyah. A călătorit în Bauchi și în alte orașe din Nigeria unde s-a întâlnit cu numeroși alți învățați (ulama) sau mistici cu ajutorul cărora și-a completat studiile. O întânlire decisivă, care l-a marcat, a fost aceea cu Ibrahim Niasse (1900-1975), celebrul maestru sufi din Senegal. Dahiru Usman a studiat toate scrierile acestuia și pe cele ale maeștrilor Tijani de dinainte. S-a specializat în explicarea Coranului (tafsir) și a început să țină cursuri și predici în moschei, inclusiv la radio. Cu timpul, a căpătat un imens prestigiu și a devenit unul dintre cei mai importanți teologi musulmani din Nigeria și totodată, unul dintre liderii confreriei Tijaniyyah în această țară.
Pe plan familial, Dahiru Usman are peste 80 de copii rezultați în urma mai multor căsătorii. Prima sa căsătorie a avut loc în anul 1948. Cea mai răsunătoare căsătorie a fost însă cea cu una dintre fiicele lui Ibrahim Niasse. Ceremonia a avut loc la Marea Moschee din Medina Baay, Kaolack, Senegal.
În anul 2009, Dahiru Usman a fost reținut și interogat de către autoritățile saudite în timp ce se afla într-un pelerinaj la Mecca. Motivul reținerii ar fi fost legat de conflictele doctrinare izbucnite în acel an cu prilejul lunii Ramadan între adepții confreriei Tijaniyyah și cei ai mișcării nigeriene Izala, susținută de Arabia Saudită. În ciuda acestui incident, Dahiru Usman a fost una dintre principalele voci critice la adresa terorismului și a atentatelor revendicate de gruparea Boko Haram. În consecință, clericul a fost ținta mai multor atacuri din partea membrilor grupării teroriste. O tentativă de asasinat eșuată a avut loc în iulie 2014 în Kaduna. De asemenea, Dahiru Usman a criticat armata nigeriană în contextul Masacrului din Zaria din 2015 și a violențelor îndreptate împotriva șiiților nigerieni.